# 高奉
高奉（1403年—？），山東萊州府掖縣人，民籍。明朝政治人物。進士出身。

## 生平
山東鄉試中舉。宣德八年（1433年）癸丑科會試第六十四名，殿試登進士第二甲第二十九名。

## 家族
曾祖高得甫。父亲高政。